# Yasinuvata

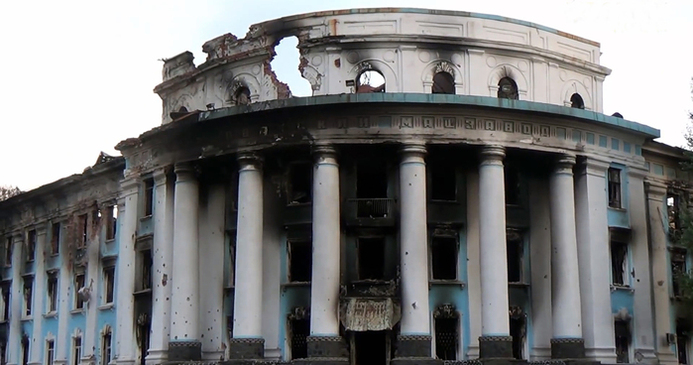
Edificio administrativo bombardeado y quemado de la planta de maquinaria de la mina Yasynuvata durante la batalla de Yasinuvata.

Yasinuvata o  Yasinovátaya (en ucraniano: Ясинувата) es una ciudad ucraniana del óblast de Donetsk, ubicada a 21 kilómetros de Donetsk. Fundada en 1872, es la sede administrativa del raión homónimo. Posee una población de alrededor de unos 37.600 habitantes y es un importante cruce ferroviario. Pero debido a la guerra del Dombás, la operación ferroviaria fue cesada en el año 2014.